# Patinação artística nos Jogos Olímpicos de Inverno de 2022 - Duplas
A competição de duplas ou pares da patinação artística nos Jogos Olímpicos de Inverno de 2022 foi disputada no Ginásio Indoor da Capital, localizado em Pequim. O programa curto foi realizado em 18 de fevereiro e a patinação livre no dia 19 de fevereiro.
Medalhistas de prata em 2018, os chineses Sui Wenjing e Han Cong venceram o evento. Evgenia Tarasova e Vladimir Morozov, representantes do Comitê Olímpico Russo, ficaram com a prata, e Anastasia Mishina/Aleksandr Galliamov, também do ROC, com o bronze.

## Medalhistas
| Ouro   | CHN Sui Wenjing / Han Cong                  |
| Prata  | ROC Evgenia Tarasova / Vladimir Morozov     |
| Bronze | ROC Anastasia Mishina / Aleksandr Galliamov |

## Programação
Horário local (UTC+8).
| Data            | Horário | Evento          |
| --------------- | ------- | --------------- |
| 18 de fevereiro | 18:30   | Programa curto  |
| 19 de fevereiro | 19:00   | Patinação livre |

## Resultados

### Programa curto
O programa curto foi disputado em 18 de fevereiro:
| Pos.                                 | Atletas                                 | CON                 | TSS                      | TES                      | PCS                      | SS                       | TR                       | PE                       | CH                       | IN                       | Ded                      | StN |
| ------------------------------------ | --------------------------------------- | ------------------- | ------------------------ | ------------------------ | ------------------------ | ------------------------ | ------------------------ | ------------------------ | ------------------------ | ------------------------ | ------------------------ | --- |
| 1                                    | Sui Wenjing / Han Cong                  | CHN China           | 84.41                    | 45.96                    | 38.45                    | 9.54                     | 9.43                     | 9.79                     | 9.64                     | 9.68                     | 0.00                     | 17  |
| 2                                    | Evgenia Tarasova / Vladimir Morozov     | ROC                 | 84.25                    | 46.04                    | 38.21                    | 9.61                     | 9.39                     | 9.57                     | 9.57                     | 9.61                     | 0.00                     | 18  |
| 3                                    | Anastasia Mishina / Aleksandr Galliamov | ROC                 | 82.76                    | 44.95                    | 37.81                    | 9.25                     | 9.32                     | 9.57                     | 9.54                     | 9.57                     | 0.00                     | 16  |
| 4                                    | Aleksandra Boikova / Dmitrii Kozlovskii | ROC                 | 78.59                    | 42.17                    | 36.42                    | 9.04                     | 8.93                     | 9.18                     | 9.14                     | 9.25                     | 0.00                     | 19  |
| 5                                    | Peng Cheng / Jin Yang                   | CHN China           | 76.10                    | 40.87                    | 35.23                    | 8.79                     | 8.68                     | 8.93                     | 8.82                     | 8.82                     | 0.00                     | 14  |
| 6                                    | Alexa Knierim / Brandon Frazier         | USA Estados Unidos  | 74.23                    | 40.64                    | 33.59                    | 8.39                     | 8.21                     | 8.43                     | 8.50                     | 8.46                     | 0.00                     | 2   |
| 7                                    | Ashley Cain-Gribble / Timothy LeDuc     | USA Estados Unidos  | 74.13                    | 39.91                    | 34.22                    | 8.46                     | 8.39                     | 8.57                     | 8.64                     | 8.71                     | 0.00                     | 13  |
| 8                                    | Riku Miura / Ryuichi Kihara             | JPN Japão           | 70.85                    | 36.39                    | 34.36                    | 8.71                     | 8.54                     | 8.57                     | 8.71                     | 8.54                     | 0.00                     | 4   |
| 9                                    | Karina Safina / Luka Berulava           | GEO Geórgia         | 66.11                    | 36.74                    | 29.37                    | 7.39                     | 7.29                     | 7.36                     | 7.39                     | 7.29                     | 0.00                     | 1   |
| 10                                   | Nicole Della Monica / Matteo Guarise    | ITA Itália          | 63.58                    | 33.16                    | 31.42                    | 7.93                     | 7.68                     | 7.75                     | 8.04                     | 7.89                     | 1.00                     | 10  |
| 11                                   | Laura Barquero / Marco Zandron          | ESP Espanha         | 63.34                    | 34.63                    | 28.71                    | 7.14                     | 7.04                     | 7.18                     | 7.32                     | 7.21                     | 0.00                     | 6   |
| 12                                   | Vanessa James / Eric Radford            | CAN Canadá          | 63.03                    | 30.37                    | 32.66                    | 8.21                     | 8.11                     | 8.04                     | 8.21                     | 8.25                     | 0.00                     | 3   |
| 13                                   | Kirsten Moore-Towers / Michael Marinaro | CAN Canadá          | 62.51                    | 31.94                    | 32.57                    | 8.25                     | 8.18                     | 7.82                     | 8.32                     | 8.14                     | 2.00                     | 12  |
| 14                                   | Minerva Fabienne Hase / Nolan Seegert   | GER Alemanha        | 62.37                    | 32.45                    | 30.92                    | 7.79                     | 7.71                     | 7.57                     | 7.82                     | 7.75                     | 1.00                     | 11  |
| 15                                   | Hailey Kops / Evgeni Krasnopolski       | ISR Israel          | 55.99                    | 30.59                    | 25.40                    | 6.25                     | 6.25                     | 6.43                     | 6.46                     | 6.36                     | 0.00                     | 9   |
| 16                                   | Rebecca Ghilardi / Filippo Ambrosini    | ITA Itália          | 55.83                    | 28.38                    | 29.45                    | 7.39                     | 7.18                     | 7.32                     | 7.50                     | 7.43                     | 2.00                     | 15  |
| Não avançaram para a patinação livre |                                         |                     |                          |                          |                          |                          |                          |                          |                          |                          |                          |     |
| 17                                   | Jelizaveta Žuková / Martin Bidař        | CZE República Checa | 54.64                    | 29.56                    | 27.08                    | 6.89                     | 6.75                     | 6.54                     | 7.00                     | 6.68                     | 2.00                     | 8   |
| 18                                   | Miriam Ziegler / Severin Kiefer         | AUT Áustria         | 51.96                    | 24.53                    | 27.43                    | 7.00                     | 6.89                     | 6.61                     | 7.00                     | 6.79                     | 0.00                     | 5   |
| WD                                   | Ioulia Chtchetinina / Márk Magyar       | HUN Hungria         | desistiram da competição | desistiram da competição | desistiram da competição | desistiram da competição | desistiram da competição | desistiram da competição | desistiram da competição | desistiram da competição | desistiram da competição | 7   |

### Patinação livre
A patinação livre foi disputada em 19 de fevereiro:
| Pos. | Atletas                                 | CON                | TSS    | TES   | PCS   | SS   | TR   | PE   | CH   | IN   | Ded  | StN |
| ---- | --------------------------------------- | ------------------ | ------ | ----- | ----- | ---- | ---- | ---- | ---- | ---- | ---- | --- |
| 1    | Sui Wenjing / Han Cong                  | CHN China          | 155.47 | 78.61 | 76.86 | 9.71 | 9.61 | 9.50 | 9.71 | 9.50 | 0.00 | 16  |
| 2    | Evgenia Tarasova / Vladimir Morozov     | ROC                | 155.00 | 78.01 | 76.99 | 9.54 | 9.54 | 9.68 | 9.68 | 9.68 | 0.00 | 15  |
| 3    | Anastasia Mishina / Aleksandr Galliamov | ROC                | 154.95 | 79.71 | 75.24 | 9.32 | 9.29 | 9.57 | 9.57 | 9.39 | 0.00 | 14  |
| 4    | Aleksandra Boikova / Dmitrii Kozlovskii | ROC                | 141.91 | 70.75 | 71.16 | 9.00 | 8.86 | 8.79 | 8.96 | 8.86 | 0.00 | 13  |
| 5    | Riku Miura / Ryuichi Kihara             | JPN Japão          | 141.04 | 69.95 | 71.09 | 8.96 | 8.68 | 9.04 | 8.89 | 8.86 | 0.00 | 9   |
| 6    | Peng Cheng / Jin Yang                   | CHN China          | 138.74 | 69.03 | 69.71 | 8.71 | 8.54 | 8.75 | 8.75 | 8.82 | 0.00 | 12  |
| 7    | Alexa Knierim / Brandon Frazier         | USA Estados Unidos | 138.45 | 68.97 | 69.48 | 8.64 | 8.57 | 8.79 | 8.75 | 8.68 | 0.00 | 11  |
| 8    | Karina Safina / Luka Berulava           | GEO Geórgia        | 126.33 | 63.88 | 62.45 | 7.82 | 7.61 | 8.00 | 7.89 | 7.71 | 0.00 | 8   |
| 9    | Ashley Cain-Gribble / Timothy LeDuc     | USA Estados Unidos | 123.92 | 59.74 | 66.18 | 8.29 | 8.29 | 8.00 | 8.50 | 8.29 | 2.00 | 10  |
| 10   | Kirsten Moore-Towers / Michael Marinaro | CAN Canadá         | 118.86 | 53.83 | 65.03 | 8.04 | 8.00 | 8.07 | 8.25 | 8.29 | 0.00 | 4   |
| 11   | Laura Barquero / Marco Zandron          | ESP Espanha        | 118.02 | 57.90 | 60.12 | 7.61 | 7.39 | 7.46 | 7.61 | 7.50 | 0.00 | 6   |
| 12   | Vanessa James / Eric Radford            | CAN Canadá         | 117.96 | 53.98 | 64.98 | 8.11 | 7.96 | 8.11 | 8.29 | 8.14 | 1.00 | 5   |
| 13   | Nicole Della Monica / Matteo Guarise    | ITA Itália         | 116.29 | 54.05 | 62.24 | 7.86 | 7.61 | 7.75 | 7.89 | 7.79 | 0.00 | 7   |
| 14   | Rebecca Ghilardi / Filippo Ambrosini    | ITA Itália         | 109.60 | 54.82 | 54.78 | 6.89 | 6.64 | 6.89 | 6.96 | 6.86 | 0.00 | 1   |
| 15   | Hailey Kops / Evgeni Krasnopolski       | ISR Israel         | 97.83  | 47.20 | 50.63 | 6.43 | 6.11 | 6.39 | 6.46 | 6.25 | 0.00 | 2   |
| 16   | Minerva Fabienne Hase / Nolan Seegert   | GER Alemanha       | 87.32  | 36.67 | 51.65 | 6.89 | 6.43 | 5.93 | 6.57 | 6.46 | 1.00 | 3   |

### Geral
Os pares foram classificados de acordo com a sua pontuação geral:
| Pos.              | Atletas                                 | CON                 | Pontos totais            | SP                       | SP                       | FS                       | FS                       |
| ----------------- | --------------------------------------- | ------------------- | ------------------------ | ------------------------ | ------------------------ | ------------------------ | ------------------------ |
| Medalha de ouro   | Sui Wenjing / Han Cong                  | CHN China           | 239.88                   | 1                        | 84.41                    | 1                        | 155.47                   |
| Medalha de prata  | Evgenia Tarasova / Vladimir Morozov     | ROC                 | 239.25                   | 2                        | 84.25                    | 2                        | 155.00                   |
| Medalha de bronze | Anastasia Mishina / Aleksandr Galliamov | ROC                 | 237.71                   | 3                        | 82.76                    | 3                        | 154.95                   |
| 4                 | Aleksandra Boikova / Dmitrii Kozlovskii | ROC                 | 220.50                   | 4                        | 78.59                    | 4                        | 141.91                   |
| 5                 | Peng Cheng / Jin Yang                   | CHN China           | 214.84                   | 5                        | 76.10                    | 6                        | 138.74                   |
| 6                 | Alexa Knierim / Brandon Frazier         | USA Estados Unidos  | 212.68                   | 6                        | 74.23                    | 7                        | 138.45                   |
| 7                 | Riku Miura / Ryuichi Kihara             | JPN Japão           | 211.89                   | 8                        | 70.85                    | 5                        | 141.04                   |
| 8                 | Ashley Cain-Gribble / Timothy LeDuc     | USA Estados Unidos  | 198.05                   | 7                        | 74.13                    | 9                        | 123.92                   |
| 9                 | Karina Safina / Luka Berulava           | GEO Geórgia         | 192.44                   | 9                        | 66.11                    | 8                        | 126.33                   |
| 10                | Kirsten Moore-Towers / Michael Marinaro | CAN Canadá          | 181.37                   | 13                       | 62.51                    | 10                       | 118.86                   |
| 11                | Laura Barquero / Marco Zandron          | ESP Espanha         | 181.36                   | 11                       | 63.34                    | 11                       | 118.02                   |
| 12                | Vanessa James / Eric Radford            | CAN Canadá          | 180.99                   | 12                       | 63.03                    | 12                       | 117.96                   |
| 13                | Nicole Della Monica / Matteo Guarise    | ITA Itália          | 179.87                   | 10                       | 63.58                    | 13                       | 116.29                   |
| 14                | Rebecca Ghilardi / Filippo Ambrosini    | ITA Itália          | 165.43                   | 16                       | 55.83                    | 14                       | 109.60                   |
| 15                | Hailey Kops / Evgeni Krasnopolski       | ISR Israel          | 153.82                   | 15                       | 55.99                    | 15                       | 97.83                    |
| 16                | Minerva Fabienne Hase / Nolan Seegert   | GER Alemanha        | 149.69                   | 14                       | 62.37                    | 16                       | 87.32                    |
| 17                | Jelizaveta Žuková / Martin Bidař        | CZE República Checa | —                        | 17                       | 54.64                    | —                        | —                        |
| 18                | Miriam Ziegler / Severin Kiefer         | AUT Áustria         | —                        | 18                       | 51.96                    | —                        | —                        |
| WD                | Ioulia Chtchetinina / Márk Magyar       | HUN Hungria         | desistiram da competição | desistiram da competição | desistiram da competição | desistiram da competição | desistiram da competição |

Legenda
| Recorde mundial      | Recorde mundial (World record)               |                       | Recorde africano                      | Recorde africano (African) |                                           | Q | Classificado por posição (Qualified) |
| Recorde olímpico     | Recorde olímpico (Olympic record)            | Recorde da América    | Recorde da América (Americas)         | q                          | Classificado por melhor tempo (Qualified) |   |                                      |
| Melhor marca do ano  | Melhor marca do ano (World leading)          | Recorde asiático      | Recorde asiático (Asian)              | DNS                        | Não largou (Did not start)                |   |                                      |
| Recorde nacional     | Recorde nacional (National record)           | Recorde europeu       | Recorde europeu (European)            | DNF                        | Não terminou (Did not finish)             |   |                                      |
| Recorde pessoal      | Recorde pessoal do atleta (Personal best)    | Recorde da Oceania    | Recorde da Oceania (Oceania)          | DSQ / DQ                   | Desclassificado (Disqualified)            |   |                                      |
| Recorde da temporada | Recorde da temporada do atleta (Season best) | Recorde sul-americano | Recorde sul-americano (South America) | NM                         | Sem marca (No mark)                       |   |                                      |